# Andrij Mel'nyk
Andrij Jaroslavovyč Mel'nyk (in ucraino Андрій Ярославович Мельник?; Leopoli, 7 settembre 1975) è un diplomatico e politico ucraino, vice ministro degli Esteri dell'Ucraina. È stato ambasciatore ucraino in Germania dal 20 dicembre 2014 al 9 luglio 2022. È Ambasciatore straordinario e plenipotenziario dal 2016 ed è dottore in giurisprudenza. Mel'nyk ha minimizzato il ruolo del collaborazionista Stepan Bandera nell'Olocausto in Ucraina, diventando così una figura controversa in particolare per i governi di Polonia e Israele.

## Biografia
Andrij Mel'nyk è nato nel 1975 a Leopoli, SSR ucraina.
Nel 1997 si è laureato presso l'Università di Leopoli, qualificato come specialista in relazioni internazionali, traduttore di tedesco . Successivamente Mel'nyk ha studiato in Svezia presso la Facoltà di Giurisprudenza dell'Università di Lund, dove ha conseguito un master in diritto internazionale. Inoltre, ha fatto uno stage all'Università di Harvard. Parla correntemente inglese e tedesco.
Nel 1997 è entrato a far parte del servizio diplomatico come consulente senior presso il dipartimento di politica estera dell'amministrazione del presidente dell'Ucraina.
Nel 1999-2003, Mel'nyk è stato il secondo e poi il primo segretario dell'Ambasciata dell'Ucraina in Austria; ha lasciato questa ambasciata nel 2003.
Tra il 2005 e il 2007, Andrij Mel'nyk ha lavorato come consigliere del presidente ucraino Viktor Juščenko. È stato vicecapo del dipartimento per la cooperazione bilaterale e regionale, capo del dipartimento di analisi e pianificazione del principale servizio di politica estera del segretariato del presidente dell'Ucraina, segretario della parte ucraina del comitato consultivo dei presidenti dell'Ucraina e della Polonia.
Anche Mel'nyk è noto come Membro della delegazione ucraina per aver partecipato ai negoziati nell'ambito del Foro dell'OSCE per la cooperazione in materia di sicurezza e del Gruppo consultivo congiunto e della Commissione consultiva Cieli aperti. È stato membro della delegazione dell'Ucraina per partecipare ai negoziati tra l'Ucraina e la Gran Giamahiria Araba Libica Popolare Socialista sulla preparazione di un progetto di Accordo tra i due stati e sui rapporti giuridici e la mutua assistenza legale in ambito civile e materia penale.
Dal 2007 al 2012 Mel'nyk è stato Console dell'Ucraina ad Amburgo.  Ha avviato l'istituzione del Consiglio di coordinamento delle organizzazioni pubbliche ucraine presso il Consolato Generale: l'Unione degli studenti ucraini della Germania, l'Associazione degli ucraini della Germania settentrionale, la Società degli ucraini della Germania.
Tra il 2012 e il 2014, Andrij Mel'nyk ha lavorato presso il Ministero degli Affari Esteri dell'Ucraina.
Nel marzo 2014 è stato nominato Vice Ministro del primo governo di Arsenij Jacenjuk, responsabile dell'integrazione europea.
Il 19 dicembre 2014 Mel'nyk è stato nominato ambasciatore ucraino in Germania con decreto del presidente Petro Porošenko.
Il 24 ottobre 2022, il diplomatico Oleksiy Makeev è succeduto ufficialmente a Mel'nyk come ambasciatore ucraino in Germania. Il 19 novembre Mel'nyk è stato nominato vice ministro degli Esteri dell'Ucraina.

## Controversie
Nel 2015, subito dopo esser nominato ambasciatore, si è recato a Monaco per posare dei fiori sulla tomba del collaborazionista Stepan Bandera.
Il 29 giugno 2022 Mel'nyk ha rilasciato un'intervista a "Jung&Naive", dove ha negato le evidenze storiche sul fatto che i seguaci di Stepan Bandera fossero coinvolti nell'Olocausto in Ucraina e nell'omicidio di massa di ebrei o cittadini polacchi durante la seconda guerra mondiale. Mel'nyk ha difeso Bandera accusando le forze polacche di aver ucciso cittadini ucraini. Dopo la protesta ufficiale del governo polacco, il 1 luglio 2022 il Ministero degli Affari Esteri dell'Ucraina ha pubblicato una dichiarazione in cui si sottolineava che questa era l'opinione privata di Mel'nyk. Il 1 luglio 2022 l'ambasciata di Israele a Berlino ha pubblicato una dichiarazione sull'intervista di Mel'nyk in cui è stato criticato per una distorsione dei fatti storici riguardanti l'Olocausto: "Le dichiarazioni dell'ambasciatore ucraino sono una distorsione dei fatti storici, una banalizzazione dell'Olocausto e un insulto a coloro che sono stati assassinati da Bandera e la sua gente".

## Monografie
Andrij Mel'nyk è autore di pubblicazioni sul diritto internazionale, tra cui diverse monografie. Ha svolto una ricerca approfondita della successione dell'Ucraina in relazione ai trattati internazionali dell'URSS nella sua monografia.

## Onorificenze
- Inviato Straordinario e Ministro Plenipotenziario di prima classe (2012)[28]
- Ambasciatore Straordinario e Plenipotenziario (2016)[29]
- Ordine al Merito di II grado (21 agosto 2020)[30]